# 暴风影音
暴风影音（Storm Codec (Baofeng)），是暴风科技设计的一款软件，它原本是一个在Media Player Classic的基础上增加了第三方解码器的媒體播放器安装包。自从暴风影音2开始改为使用自主编写的MEE引擎，成为独立闭源的商业软件。
暴风影音提供和升级了系统对常见绝大多数影音文件和流的支持，包括：RealMedia、QuickTime、MPEG2、MPEG4（ASP/AVC）、VP3/6/7、Indeo、FLV等流行视频格式；AC3/DTS/LPCM/AAC/OGG/MPC/APE/FLAC/TTA/WV等流行音频格式；3GP/Matroska/MP4/OGM/PMP/XVD等媒体封装及字幕支持等。并且对高清视频有着良好的支持。配合Windows Media Player最新版本可完成当前绝大多数流行影音文件、流媒体、影碟等的播放而无需其他任何专用软件。
2008版本起，暴风影音由媒体播放器转型为在线视频提供平台，在播放器中加入了在线视频社区组件。2019年11月22日，暴风影音官网出现宕机瘫痪。

## 软件历史

### 起源
由于网络上的多媒体种类繁多，每一种编码都需要相应的解码器才能够顺利的播放，然而在很多主流的播放器中只有少数主流的解码器，因此有许多用户在尝试使用如RIP、AC3等编码的时候需要安装第三方解码器才能够播放。但是对于普通的电脑使用者而言，寻找、安装和使用最新版本的各种第三方插件是很困难也很繁琐的事情，因而出现了一类借用开源播放器加上整合常用的解码器的播放器安装包，如Storm Codec。
2002年，在中国视频播放软件格式繁多的背景下，程序员周胜军因为其学设计的妹妹及其朋友布置了作业，让其制作出兼容所有格式视频的播放器，最终三人做出了暴风影音。
2004年8月，周胜军亲自升级了暴风影音，并给新版本取名为诺曼底版，纪念二战时期那场著名的战役。

### 企业收购、暴风影音2.0、3.0
2007年1月9日，原金山软件的数名员工成立的酷热科技收购了暴风影音，并合并成立暴风科技。暴风影音正式由共享软件转型成为商业软件。
2007年4月，暴风影音2.0发布，首创“MEE媒体专家引擎”。
2007年8月，暴风影音尝试盈利模式，上线了文字链广告。
2007年11月，暴风影音3.0发布，以用户名字命名。
2008年11月26日，暴风影音获得金融危机爆发后互联网第一笔投资，由著名投资商经纬中国（Matrix Partners China）主投，IDGVC 跟投的第三轮融资共1500万美元。

### 播放器转型到视频平台
2008年7月，暴风影音2008发布，并将首次提供在线视频播放服务。CEO冯鑫表示，暴风影音始终坚持一点，就是专注的做播放。对于将推出的在线视频服务，暴风绝不会做内容，而会考虑与合作伙伴合作。9月10，暴风影音获得信息网络传播视听节目许可证。
2009年2月，暴风游戏平台上线运营。3月，暴风影音启用新LOGO，以“暴风”拼音“BAOFENG”之首字母“B”为主要设计元素。继承了原有标识中最能代表影音播放软件的胶片图形，将其与独具个性的首字母“B”进行了有机结合。4月，暴风发布了其在线视频服务的正式产品——暴风盒子。6月，暴风发布了暴风门特别版。
2010年，暴风影音接连与CNTV央视网，数字媒体公司DIVX，AVS以及英特尔进行战略合作；在内容上，与正版内容商合作。1月，暴风影音2012发布，重点支持高清在线点播。
2011年3月，暴风影音Android V1.0发布，暴风进入移动终端。

### 反低俗广告、暴风影音5
2011年从4月1日起，暴风影音宣布，将全面撤除暴风在线平台包括播放器、暴风资讯和暴风盒子的所有低俗广告，例如“左旋肉碱”“当晚止鼾”等广告。此后的反低俗广告行动又有新进展——暴风影音向外公布“反低俗广告热线”，又招聘逾千名低俗广告监督员。暴风CEO冯鑫声称因反低俗而每天损失10万余元，即一年损失三千万
2011年8月16日，暴风影音5公测版推出。暴风公司副总裁韦婵媛表示，“快”是新发布的暴风5最鲜明的特点。并称与此前的播放器相比，暴风5的启动速度提升了3倍之多。
10月26日，暴风影音发布暴风影音5正式版，推出新功能——左眼键。

### 移动时代困境、上市、主攻硬件
12年，暴风影音iPhone版发布。13年，暴风影音宣称移动端APP用户数破两亿。
14年，暴风影音推出定价为99元的虚拟现实设备“魔镜”。
15年，手机版暴风影音新增的“小风语音搜索”功能。
15年6月，暴风影音正式上市，由华为投资控股有限公司作为发起人股东。
15年10月，暴风科技宣布停牌。之后经历多次停牌风波。
16年，暴风集团发布十周年版暴风影音，新版软件支持VR全景视频与H.265高清格式。软件覆盖Windows、Mac平台，以及iOS、Android移动端，用户观看同样高清晰度的高品质在线影视时，对带宽的需求下降40%。
2018年1月31日， 暴风集团董事长兼CEO冯鑫提出2018年“All for TV”的集团战略，并披露未来TV业务整体注入上市公司的规划。

### 陷入危机
由于暴风集团经营陷入危机，在2019年11月22日晚间，有网友发现暴风影音官方网站移动端、PC端以及App均出现问题，无法正常打开，官网出现乱码排版，App则显示网络异常。对此，暴风集团回应，因拖欠合作方机房服务器托管费用，导致网站及手机客户端无法正常运作。

## 争议事件

### 被加入FFmpeg耻辱名单
2009年2月24日，网友yegle举报暴风影音作为商业软件大量使用FFmpeg的开源代码，侵犯了FFmpeg作为自由软件采用的LGPL和GPL许可证（暴風影音在其“菜單→幫助→關於”中聲明使用了其源代碼，但其公佈的源碼下載地址已失效），之后暴风影音被加入到FFmpeg耻辱名单中 。

### “暴风门”断网事件
北京时间2009年5月19日21时起，中国大陆多个省市出现互联网堵塞、瘫痪的现象。多地均有网民向电信运营商投诉网页打开慢、打不开，甚至QQ、MSN等通讯工具也出现掉线。这是一次全国范围的网络故障，也是继2006年12月27日台湾地震导致海底光缆中断以来，最严重的一次网络事故。由于暴风影音用户的大量解析请求导致了网络的阻塞，这次断网事件也被称为暴风门事件。次日中国电信官方发出声明，表示从19日21时50分开始有江苏、安徽、广西、海南、甘肃、浙江等地的用户申告网站访问很慢甚至无法访问。其主要原因在于暴风影音网站网站使用的域名解析（DNS）服务商DNSPod出现故障，导致中国电信DNS服务器访问量突增继而造成了此次故障，在屏蔽有问题网址后故障当晚22:40网络已恢复通畅。
5月24日暴风影音发出《暴风公司关于断网事件向网民和新老用户的公开信》，表示已报案并整理好相关材料和服务器数据上交了公安局网监处，希望早日捉拿攻击DNSPod导致整个事件的始作俑者。在工信部领导下暴风影音配合中国电信、中国网通、DNSPod处理了问题，截至20日凌晨1时20分受影响地区的网络已恢复正常。同时承认了软件存在不足，没有考虑到网络环境异常情况(DNS服务无法解析),公司已开始对软件进行修改。在事件发酵后，网友与媒体的舆论一直谴责暴风，认为暴风在事件中负有责任却以受害者自居。其中网易科技报道评论称暴风影音应为断网事故负责，虽然事件起因是某游戏”私服”对其竞争对手使用的DNS服务商DNSPod的服务器进行了攻击，但暴风影音的程序中开机自动运行的Stormliv进程也是一个重要原因，即使用户没有手动运行，暴风影音还是会发出大量DNS解析请求，海量的数据信息最终导致了电信运营商服务器资源的耗尽，也引发了全国网络出现大范围瘫痪。大量用户电脑上的后台进程不断向一个服务器发出请求致使服务器资源耗尽，与黑客进行DDOS攻击很相似。
5月27日中国互联网络信息中心发文称“中国互联网遭遇了‘多米诺骨牌’连锁反应”，中心副主任兼总工程师的李晓东博士指出暴风影音是此次连锁反应的重要推力。文中分析了事件起因是DNSPod的域名解析服务被人恶意大流量攻击，电信运营商切断了DNSPod的网络接入。DNSPod的域名解析服务变得不可用之后许多使用DNSPod的网站无法访问，而暴风影音的部分在线功能需要baofeng.com在内的一些域名正确解析。因为网址无法正确解析，暴风影音软件不断向各地电信运营商的本地DNS服务器发出请求，暴风影音用户的大量解析请求使得电信运营商的DNS服务器出现阻塞无法给正常用户提供服务，使用电信运营商默认DNS的用户就出现了网站访问很慢甚至无法访问的问题。
6月1日，暴风影音宣布召回1.2亿播放器软件，这也是中国软件业内首个召回案例，暴风将停止提供旧版软件的下载，用户可以自行删除软件后在6月19日更换为暴风影音“暴风门”特别版。自6月1日至7月1日，暴风公司将开通24小时热线，用户可以通过热线免费申领新版软件的光盘，同时表示旧版完全可以继续使用，只是新版在网络环境异常下可“大大增强整个中国互联网的抗风险能力”，改进的版本在网络环境异常情况下联网请求次数仅为此前版本的6%。召回说明中也解答了用户对于Stormliv.exe进程的疑惑“Stormliv是安装了暴风影音程序后，开机自动运行的一个标准Windows Service。运行Service或EXE进行更新等服务是互联网软件的基本属性。Stormliv具有升级、下载广告及回传不可播文件等正常软件使用信息的功能。互联网软件升级程序的启动时机一般选择随开机启动或随程序启动，两者无本质区别。Stormliv作为Windows Service随开机自动启动。”
6月2日，暴风影音发布声明称造成5.19暴风门事件的4名黑客已经被抓获，受事件影响暴风公司经济损失达238万元，已决定提起诉讼。CEO冯鑫表示“一切把断网责任推到暴风公司的不实言论，破案让这种说法不攻自破”。同时暴风公司表示日前的召回行动将继续，但召回并不代表暴风对断网事件负有责任，只能说明产品存在缺陷。6月17日暴风公司宣布“暴风门特别版”出于对用户的尊重，将关闭备受争议的Stormliv后台进程，同时宣称邀请了安全厂商对新版软件进行检测，结果证明新版更加绿色、安全。“暴风门特别版”将于次日下午2点正式发布。

## 诉讼纠纷
2007年，暴风影音3月8日妇女节发布的《粉红女郎系列》播放器侵犯了一公司该品牌所有权。这家公司声称已经注册拥有了电视剧《粉红女郎》的商标。
2009年，暴风影音因一点即播服务涉嫌擅播电视剧被中国国际电视总公司诉侵权。
2016年，讯连科技起诉暴风科技侵犯其两款软件的复制权、发行权等权利。
2013年，优酷起诉暴风影音盗版优酷独家版权内容。
2017年1月3日，“暴风影音”擅自直播央视春晚被诉侵权：遭索赔300万元。
2017年1月15日，搜狐诉暴风影音侵权终审胜诉，获赔12.5万元。
2018年9月28日，爱奇艺因电影《北京遇上西雅图之不二情书》被盗播起诉暴风影音。